# Посуньки
Посу́ньки — село в Україні, у Вільногірській міській громаді Кам'янського району Дніпропетровської області. Населення понад 400 осіб. 

## Географія
Село Посуньки примикає до міста Вільногірськ і села Кринички. По селу протікає висихний струмок з загатою. Поруч проходять автомобільна дорога Т 0415 і залізниця, станція Вільногірськ за 1 км.

## Історія
За даними на 1859 рік на казенному хуторі Посунькові Верхньодніпровського повіту Катеринославської губернії налічувалось 62 дворових господарства, у яких мешкало 370 осіб (183 чоловічої статі та 187 — жіночої).
За переписом 1897 року кількість мешканців зросла до 724 осіб (352 чоловічої статі та 372 — жіночої), з яких всі — православної віри.
Під час організованого радянською владою Голодомору 1932—1933 років померло щонайменше 148 жителів села.

## Населення

### Мова
Розподіл населення за рідною мовою за даними перепису 2001 року:
| Мова            | Відсоток |
| --------------- | -------- |
| українська      | 94,8 %   |
| російська       | 5 %      |
| інші/не вказали | 0,2 %    |